# Vladimir (wieś)
Vladimir (cyr. Владимир) – wieś w Czarnogórze, w gminie Ulcinj. W 2011 roku liczyła 767 mieszkańców.